# Ted Meines
Tette (Ted) Meines (Leeuwarderadeel, 25 september 1921 – Leidschendam, 24 december 2016) was een Nederlands verzetsman, luitenant-generaal en medeoprichter en voorzitter van de Stichting Veteranen Platform.

## Jeugd
Meines werd in Friesland geboren in een orthodox-gereformeerd gezin. Hij behoorde tot de lichting die in juni 1940 opgeroepen zou worden voor militaire dienst. Bij de Duitse inval de maand daarvoor probeerde hij nog of hij vervroegd dienst kon nemen of anders het land uit kon komen. Meines begon deel te nemen aan het redden en helpen onderduiken van Joodse kinderen binnen de zg. NV-groep, het transporteren van Joodse kinderen, het regelen van valse papieren voor hen en het verspreiden van verboden informatie, illegale bladen zoals Trouw en zelfgemaakte blaadjes in Friesland. Meines: "Daar deden we thuis allemaal aan mee."

## Politionele acties en verdere carrière
In 1945, na de bevrijding, was zijn lichting niet meer dienstplichtig, maar Meines meldde zich als oorlogsvrijwilliger om naar Indië te gaan.
Voorafgaand aan de uitzending volgde hij eerst een officiersopleiding in Engeland, om vervolgens in Nederland anderen op te leiden. Pas in de zomer van 1948 werd hij naar Nederlands-Indië uitgezonden.
Meines nam vanwege zijn pensioengerechtigde leeftijd in 1976 afscheid als generaal van de Artillerie. Hem werd gevraagd directeur te worden van de Nederlandse Hartstichting, waar hij onder meer het collecteplan invoerde. In 1983 ging zijn aandacht weer naar de veteranen.

## Stichting Veteranenplatform
In de jaren 1988-1989 bracht Meines 32 organisaties van veteranen bijeen, ongeveer 160.000 mensen. Hij werd de eerste voorzitter van deze veteranenstichting van 1988 tot en met 1998.
Mede door zijn inzet kwam de overheid tot een veteranenbeleid en uiteindelijk een veteranenwet.

## Comité Herdenking Capitulaties 1945 Wageningen
Van 1988 tot en met 2000 vervulde Meines een grote en bijzondere rol binnen de organisatie van de bevrijdingsherdenking op 5 mei in Wageningen.
Als voorzitter van het werkcomité Middagprogramma en in het dagelijks bestuur van het Nationaal Comité Herdenking Capitulaties 1945 Wageningen was hij de grote motor achter de totstandkoming van het jaarlijkse defilé.

## Ted Meinesprijs

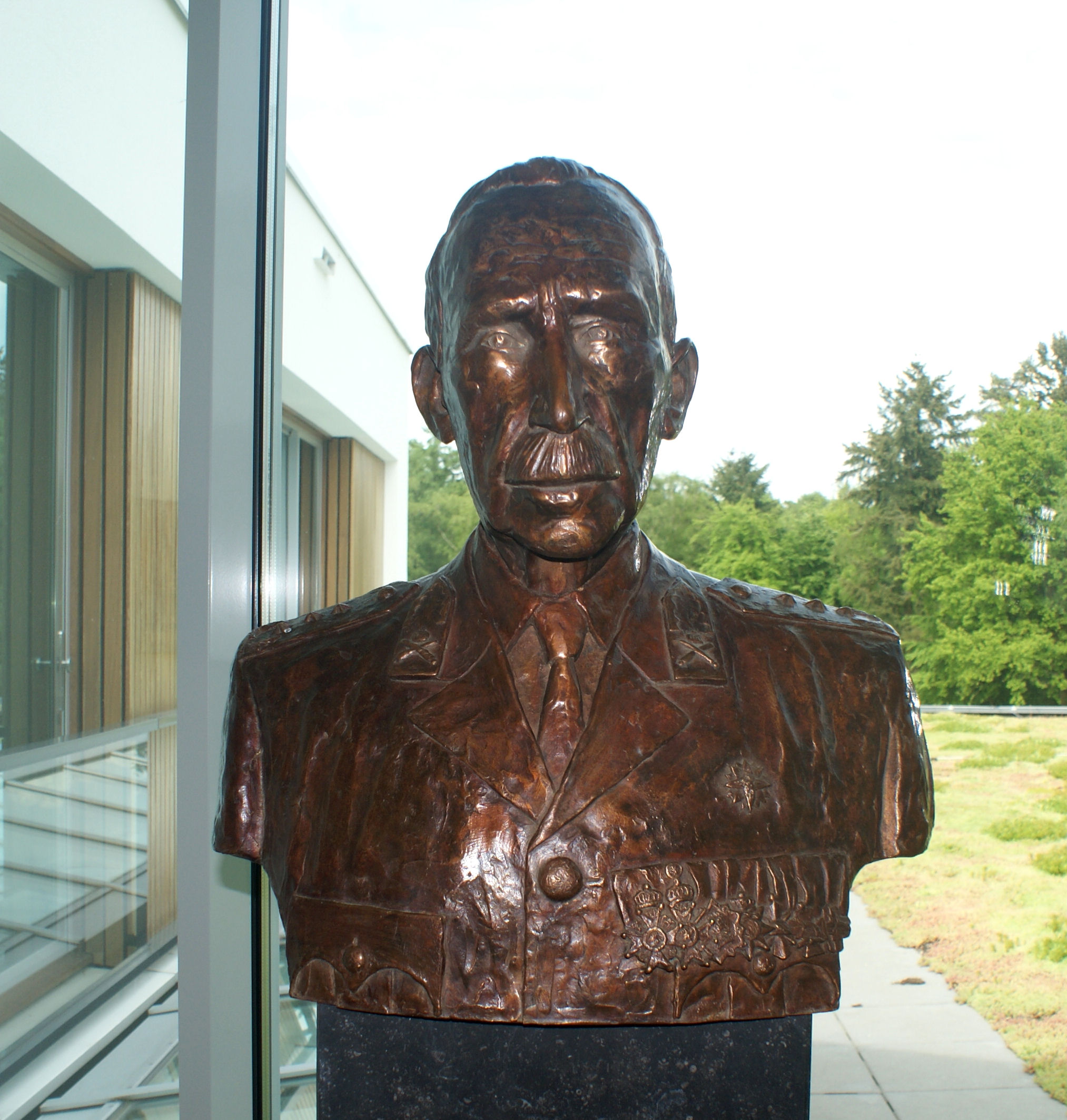
Luitenant-generaal Ted Meines

Op 25 juni 1998 werd door het Veteranenplatform de Ted Meinesprijs ingesteld. De prijs bestaat uit een oorkonde en een geldbedrag en wordt eenmaal in de twee jaar uitgereikt. Iedere twee jaar wordt een individuele veteraan of veteranenorganisatie door het Veteranenplatform extra in het zonnetje gezet.

## Buste Ted Meines
Op de eindejaarsreceptie van 2013 werd in Meines' aanwezigheid, als eerbetoon, een bronzen buste van hem onthuld. Dit beeld staat thans in het Veteraneninstituut in Doorn.

## Bevordering
Op 24 september 2014 werd Meines, sinds 1994 luitenant-generaal titulair, bevorderd tot luitenant-generaal effectief, door de Commandant der Strijdkrachten, generaal Tom Middendorp. Het toekennen van de effectieve rang gebeurt alleen bij een hoge uitzondering en was een teken van erkenning voor het vele werk dat hij had verricht ter verbetering van de positie van Nederlandse veteranen.

## Ereburger van de staat Israël
Voor het redden van tientallen Joodse kinderen tijdens de Tweede Wereldoorlog kreeg Meines op 25 augustus 2015 het ereburgerschap van de staat Israël. Tijdens zijn toespraak zei hij: "Tijdens de oorlog had ik de eer Joodse kinderen te mogen redden. Ik ben daardoor een deel van Israël." Hij kreeg in 1992 al de Jad Wasjem-onderscheiding als 'Rechtvaardige onder de Volkeren'.

## Pleidooi Veteranenbegraafplaats
Tijdens zijn toespraak op 5 september 2015 op de Nationale Indiëherdenking 1945-1962 in Roermond hield Meines een pleidooi voor een Veteranenbegraafplaats.

## Overlijden
Luitenant-generaal Meines overleed op 95-jarige leeftijd. Op 3 januari 2017 vond een openbaar rouwbeklag plaats op de Legerplaats bij Oldebroek. Twee dagen later vond de uitvaart plaats in Zoetermeer. Commandant der Strijdkrachten Tom Middendorp roemde Meines als "de vader van de veteranen."

## Trivia
- Door veteranen werd luitenant-generaal Meines ook wel eervol de "Vader der veteranen" genoemd.
- Meines eindigde elke toespraak met de woorden "Ik hou van jullie".

## Fotogalerij

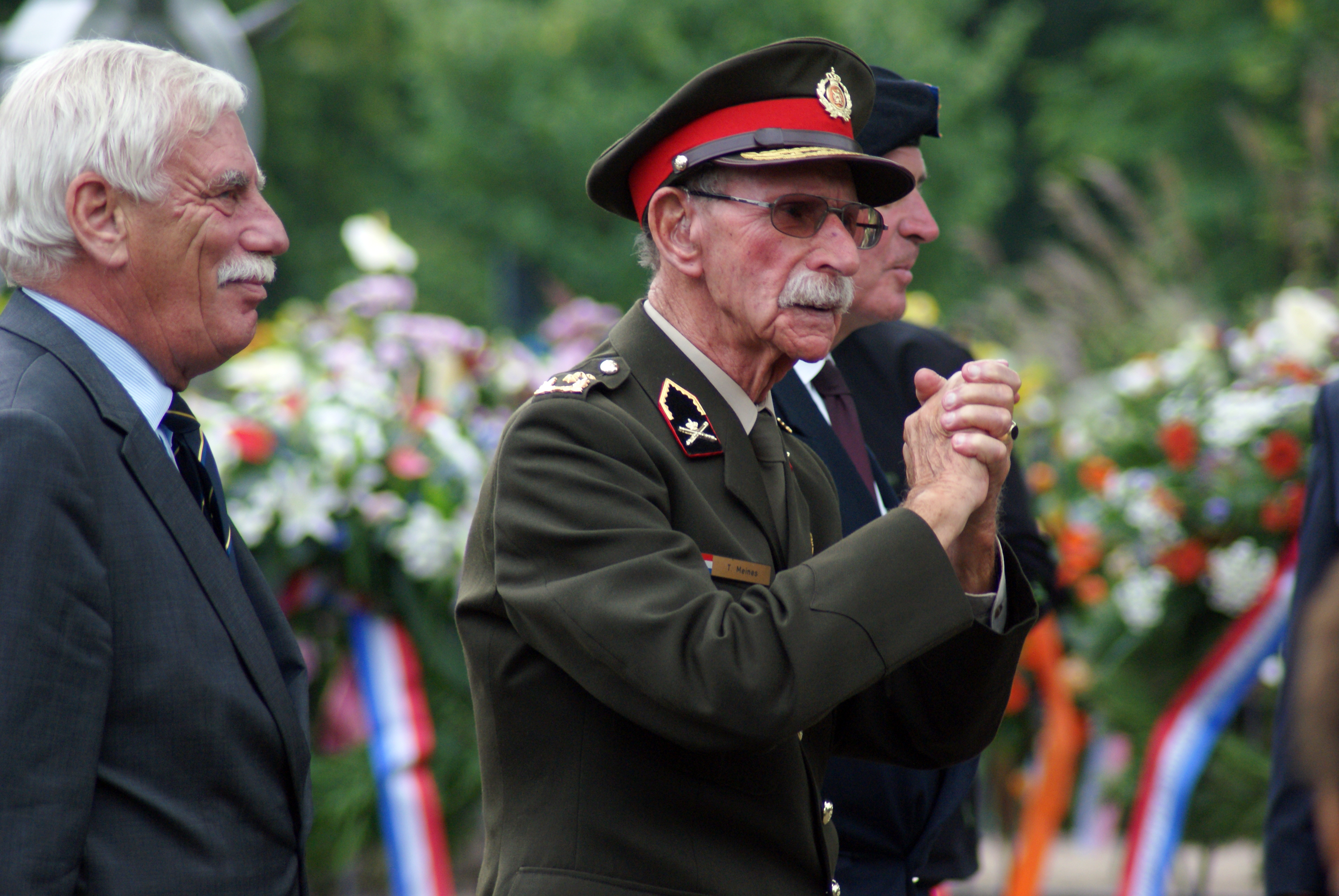
Lieutenant General Ted Meines Indië herdenking Roermond 2013
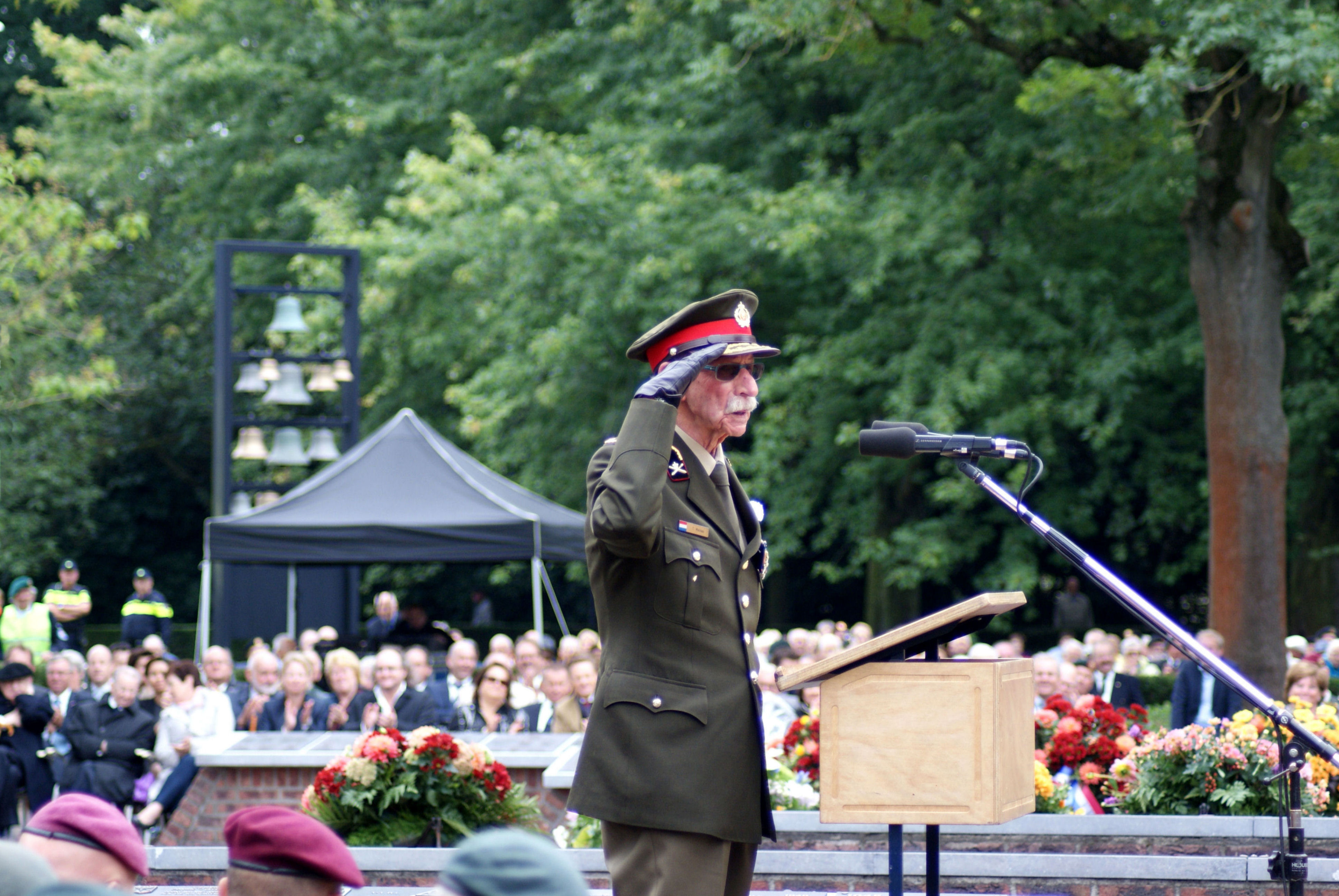
Luitenant generaal Ted Meines speech Indië herdenking Roermond 2015
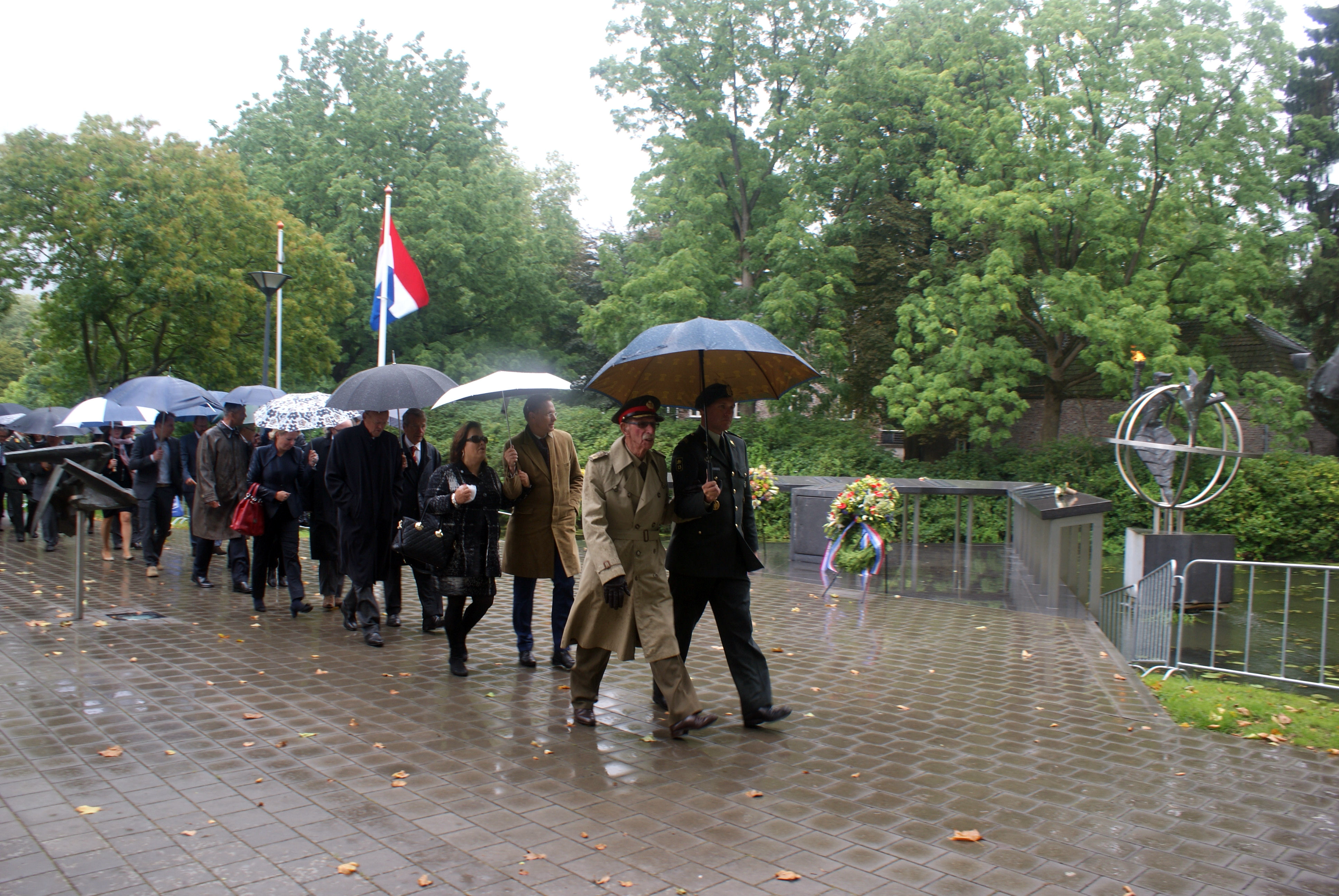
Luitenant General Ted Meines Indië herdenking Roermond 2015
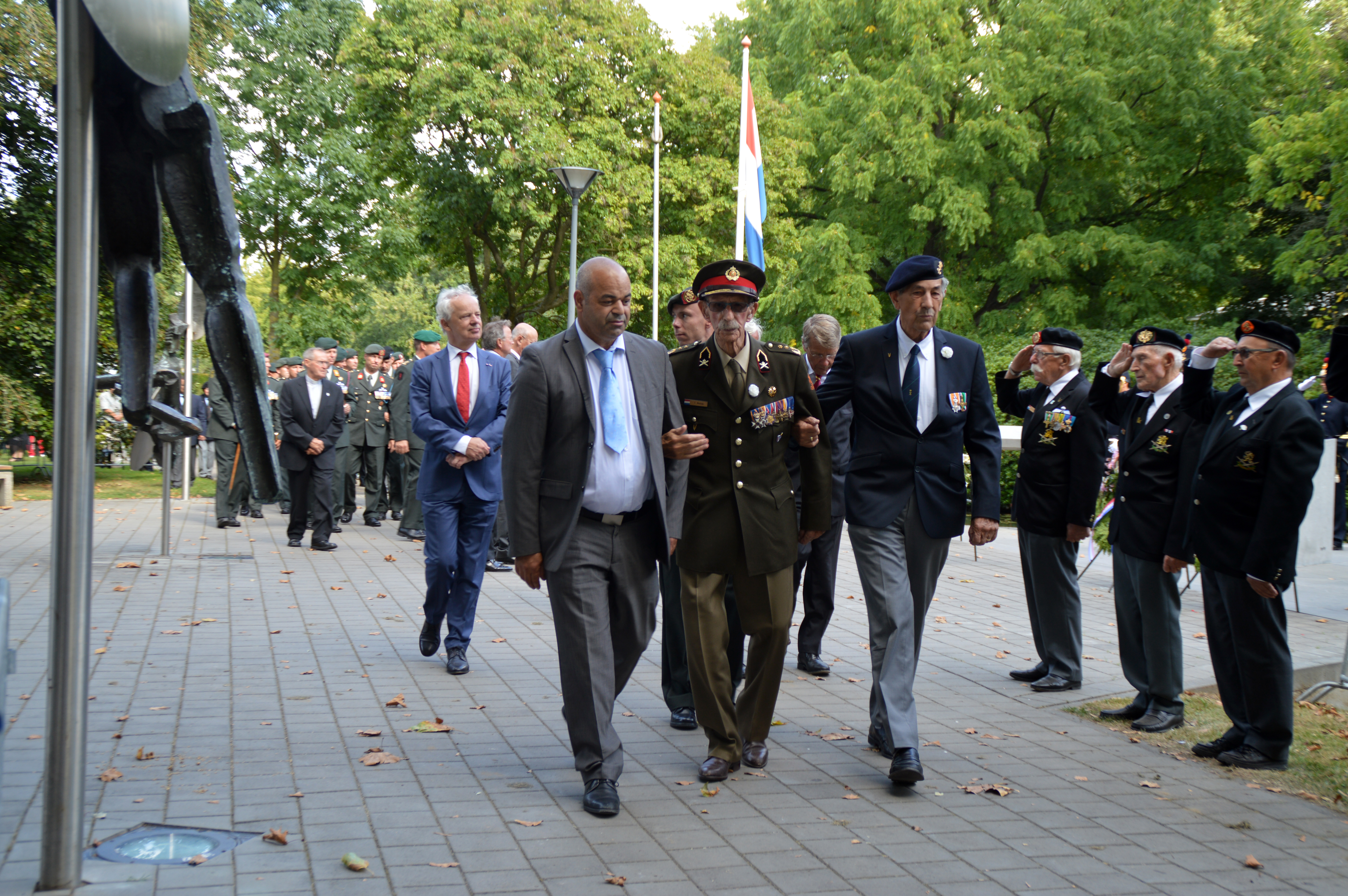
Lieutenant General Ted Meines Indië herdenking Roermond 2016